# TeenNick
TeenNick (anterior The N) é um canal de televisão americano, da Nickelodeon. O canal é um spin off da Nickelodeon voltado para o público adolescente de 13 a 19.

## História

### The N: 2002-2009
Em 2002, a MTV Networks criou o The N que compartilhava um canal com o Noggin (atual Nick Jr. com ajuda Children's Television Workshop (CTW). Após a CTW se desfazer do Noggin e montar sua própria rede devido a audiência não esperada do canal, a Viacom investiu na programação do Noggin/The N e deixou claro que o Noggin iria concorrer com seu antigo colaborador.
Em 2007, com o fim do Nick Gas, o The N passou a ser um canal separado do Noggin ocupando o espaço do Nick Gas.

### Relançamento: TeenNick
Em 2009 com o rebranding dos canais Nickelodeon, o The N passou a se chamar TeenNick e seu irmão Noggin passou a ser Nick Jr.